# エリク・ボドム
エリク・ボドム（Erik Dorn Bodom、または Erich Bodom、1829年9月28日 - 1879年4月16日）はノルウェーの風景画家である。

## 略歴
現ヴィッケン県（旧アーケシュフース県）のヴェストビー(Vestby)で牧師の息子に生まれた。神学校を中退して画家の道に進んだ。1847年にクリスチャニアの絵画学校でデンマーク出身の画家フリント(Johannes Flintoe)に学んだ後、デュッセルドルフからノルウェーに戻っていた風景画家、ハンス・ギューデの弟子に1848年になり、1850年にギューデがデュッセルドルフに移ると、ボドムもデュッセルドルフに移った。1852年に国王オスカル1世が創設した奨学金を得た。国際的に評価を得るようになり、1853年にはアムステルダムの王立アカデミーの名誉会員に選ばれた
。ラーシュ・ヘルテルヴィーグ(Lars Hertervig)やヴェルナー・ホルンベリ(Werner Holmberg)といった北欧の画家の個人教授もした。
ナショナル・ロマンティシズムの時代の風景画を描いた。同時代のノルウェーの風景画家、アウグスト・カペレン(August Cappelen:1827–1852) と同じように、北欧の風景の美しさを強調する作品を描いた。
1879年にデュセルドルフで事故で死去した。

## 作品

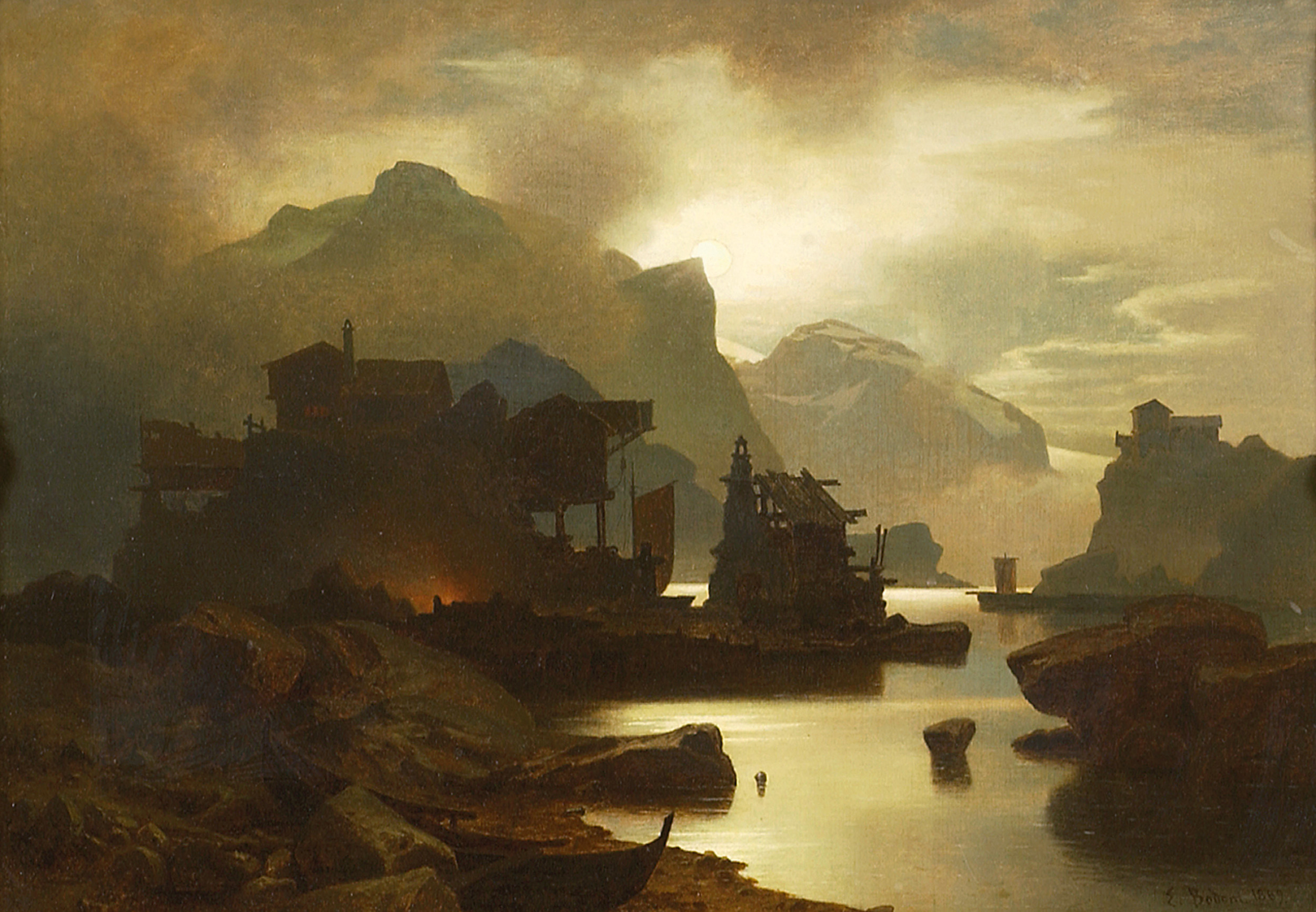
「月明り」(1869)
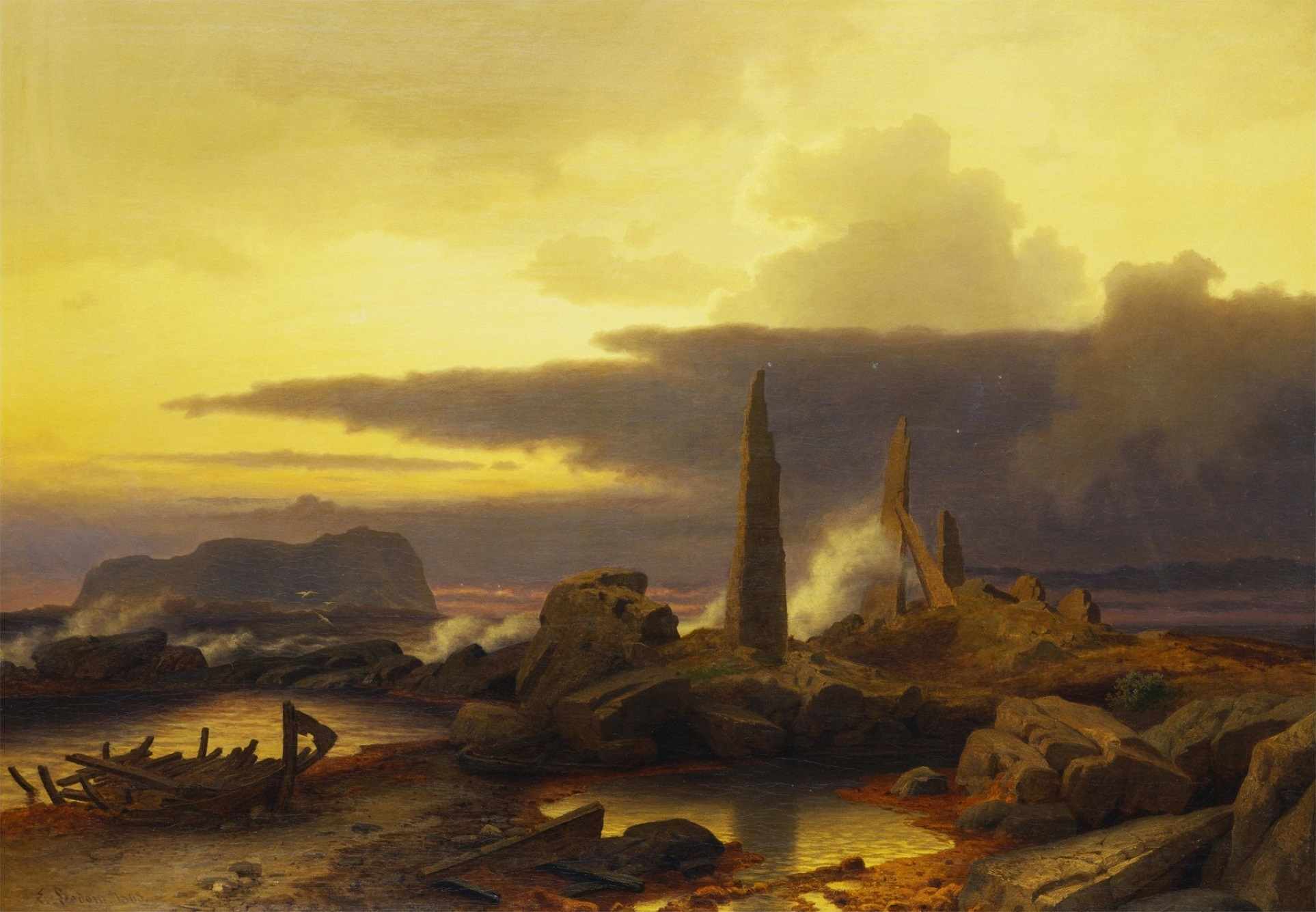
記念碑 (1868)
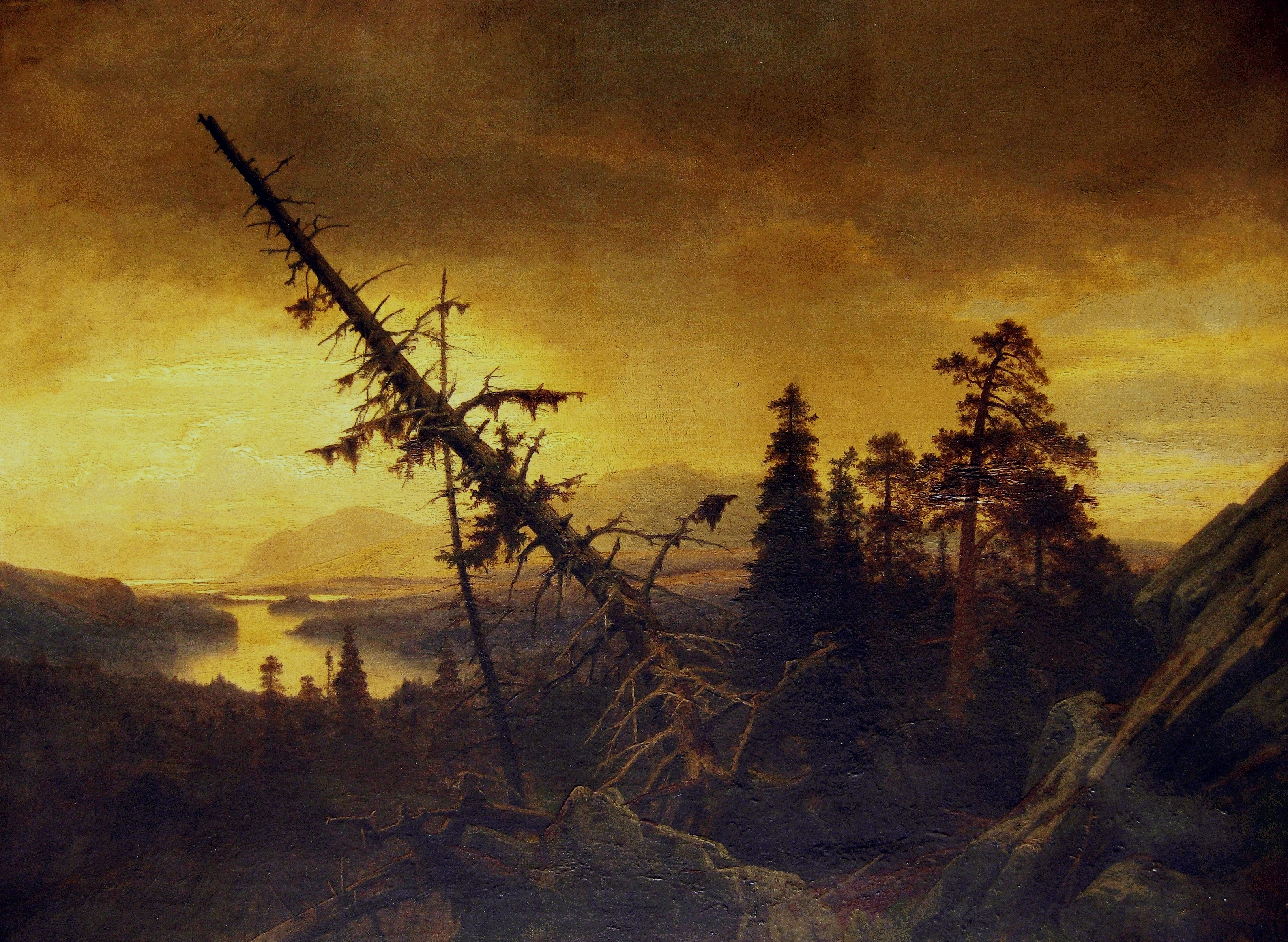
嵐の後の静寂
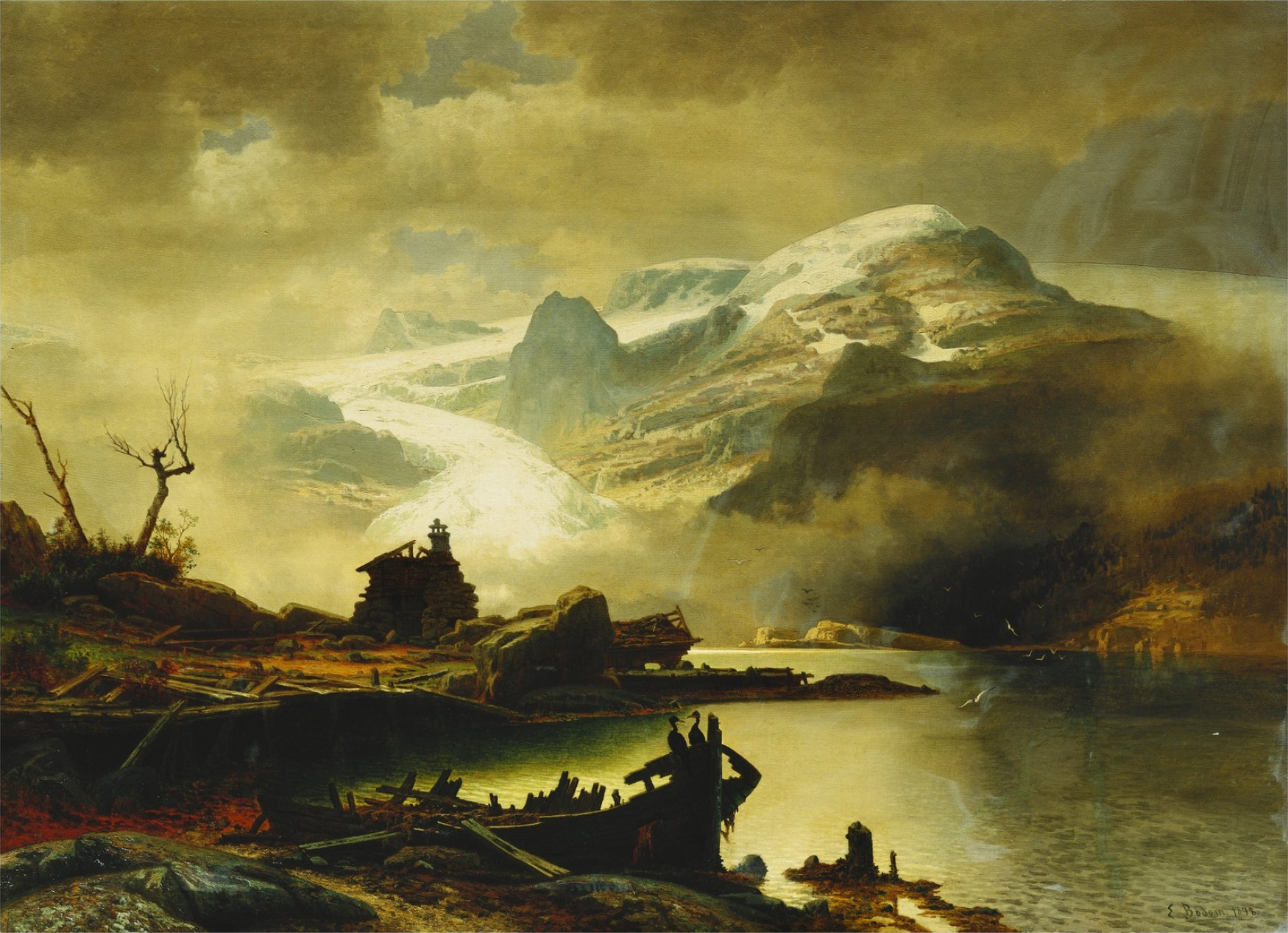
ボンダスブリーン氷河 (1878)
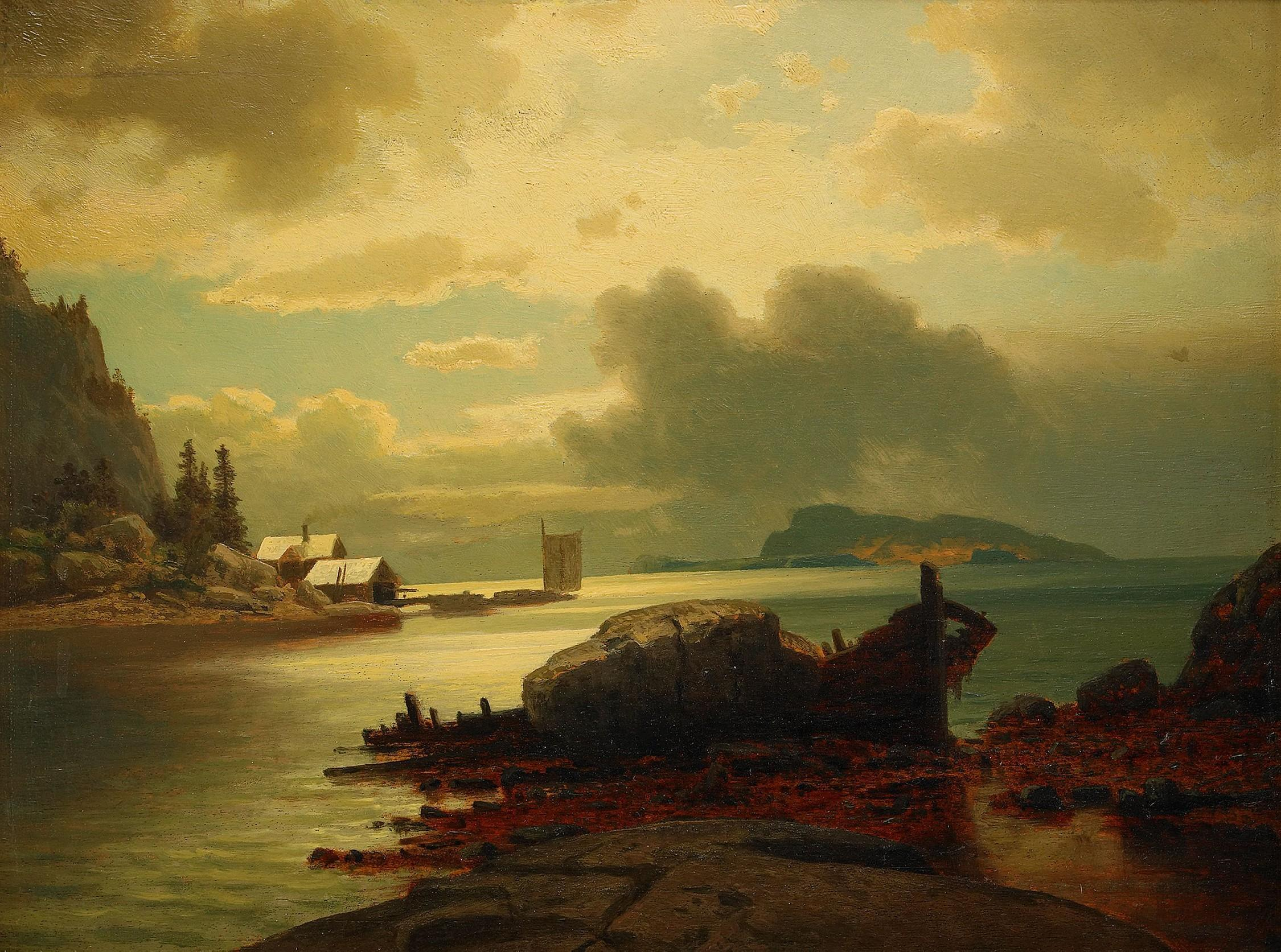
ノルウェーの海岸
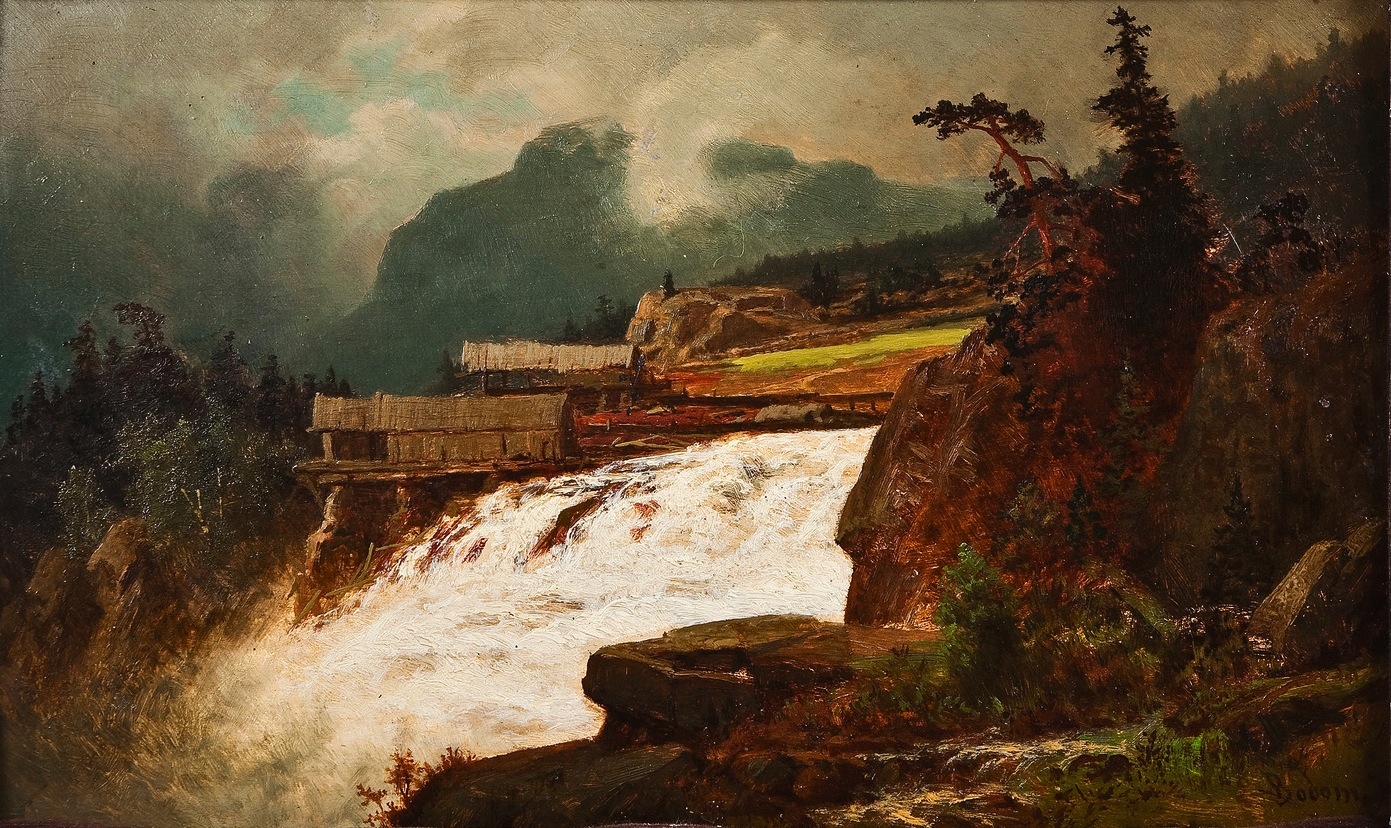
製材所と滝